# Jaume Pahissa
Jaume Pahissa, né le 7 octobre 1880 et mort le 27 octobre 1969, est un compositeur et musicologue d'origine espagnole.
D'un article du Figaro publié le 16 mars 1913 : « On nous signale le franc succès remporté au théâtre Licéo par une œuvre lyrique nouvelle appelée à avoir un grand retentissement. Elle est du célèbre compositeur catalan Jaume Pahissa et a pour titre Gala Placidia. C'est un ouvrage de grande valeur musicale et scénique ».
Pahissa quitte l'Espagne en 1937 après la victoire de Francisco Franco pour s'installer à Buenos Aires, comme le font d'autres exilés républicains. En 1951, il a été nommé un membre honoraire de l'Academia de Bellas Artes de San Fernando lors de son exil à Buenos Aires.
Il a écrit La Presó de Lleida (La Prison de Lérida), La Morisca, Gala Placídia et La Princesa Margarida.